# هنری مارچال
هنری مارچال (انگلیسی: Henri Maréchal; ۲۲ ژانویهٔ ۱۸۴۲ – ۱۲ مهٔ ۱۹۲۴) آهنگساز اهل فرانسه بود.
وی همچنین برندهٔ جوایزی همچون لژیون دونور (شوالیه) شده‌است.